# Zeg het met bloemen
Zeg het met bloemen is het 57e stripverhaal van De Kiekeboes. De reeks wordt getekend door striptekenaar Merho. Het album verscheen in mei 1993.

## Verhaal
Tijdens het uitoefenen van haar job in een bloemenfelicitatiedienst ontdekt Fanny dat er zakjes cocaïne worden gesmokkeld uit het Zuid-Amerikaanse land El Tondzon. Die zakjes steken in folkloristische popjes die de koffiebranderij San T. Koffie als cadeau aan bejaarden geeft. San T. Koffie is in handen van een oude bekende in een nieuwe gedaante: Timothea Triangl, nog steeds belust op macht en rijkdom. En toevallig is Moemoe ook mee op zo'n reis naar El Tondzon.

## Achtergrond
In dit album laat Timotheus Triangl zich tot vrouw ombouwen en heet vanaf dan Timothea Triangl.